# Jules Quicherat
Jules Étienne Joseph Quicherat (Parigi, 13 ottobre 1814 – Parigi, 8 aprile 1882) è stato uno storico francese, noto per le sue ricerche su Giovanna d'Arco.

## Biografia
Figlio di un ebanista di Paray-le-Monial trasferitosi a Parigi, nonostante le ristrettezze economiche della famiglia si dedicò con successo agli studi, intraprendendo poi la carriera accademica come storico e archeologo.
Pubblicò in cinque volumi, tra il 1841 ed il 1849, il Processo di condanna e di riabilitazione di Giovanna d'Arco, raccolta di documenti originali da lungo tempo non più accessibili al pubblico e, nel 1850, Nuove considerazioni sulla storia di Giovanna d'Arco, in cui sono esaminati criticamente diversi aspetti critici della storia della Pulzella, grazie all'attento esame delle fonti, nonché uno studio sull'alterna fama di cui la stessa godette in vita e nelle epoche successive, sino al momento della redazione dell'opera. Affermatosi specialista del XV secolo, pubblicò la Storia dei regni di Carlo VII e di Luigi XI di Thomas Basin.